# Сус
Сус (араб. سوسة‎, Сус; фр. Sousse) — богатый историческими памятниками город-порт на средиземноморском побережье Туниса, административный центр одноимённого вилайета, главный центр 675-тысячной собственной агломерации и 1,5-миллионной полицентрической конурбации Сус—Монастир—Махдия, третий по величине город страны. Популярный морской курорт. Население — 271 тыс. жителей (2014). Старая часть города (медина) с 1988 года является памятником Всемирного наследия ЮНЕСКО.

## История

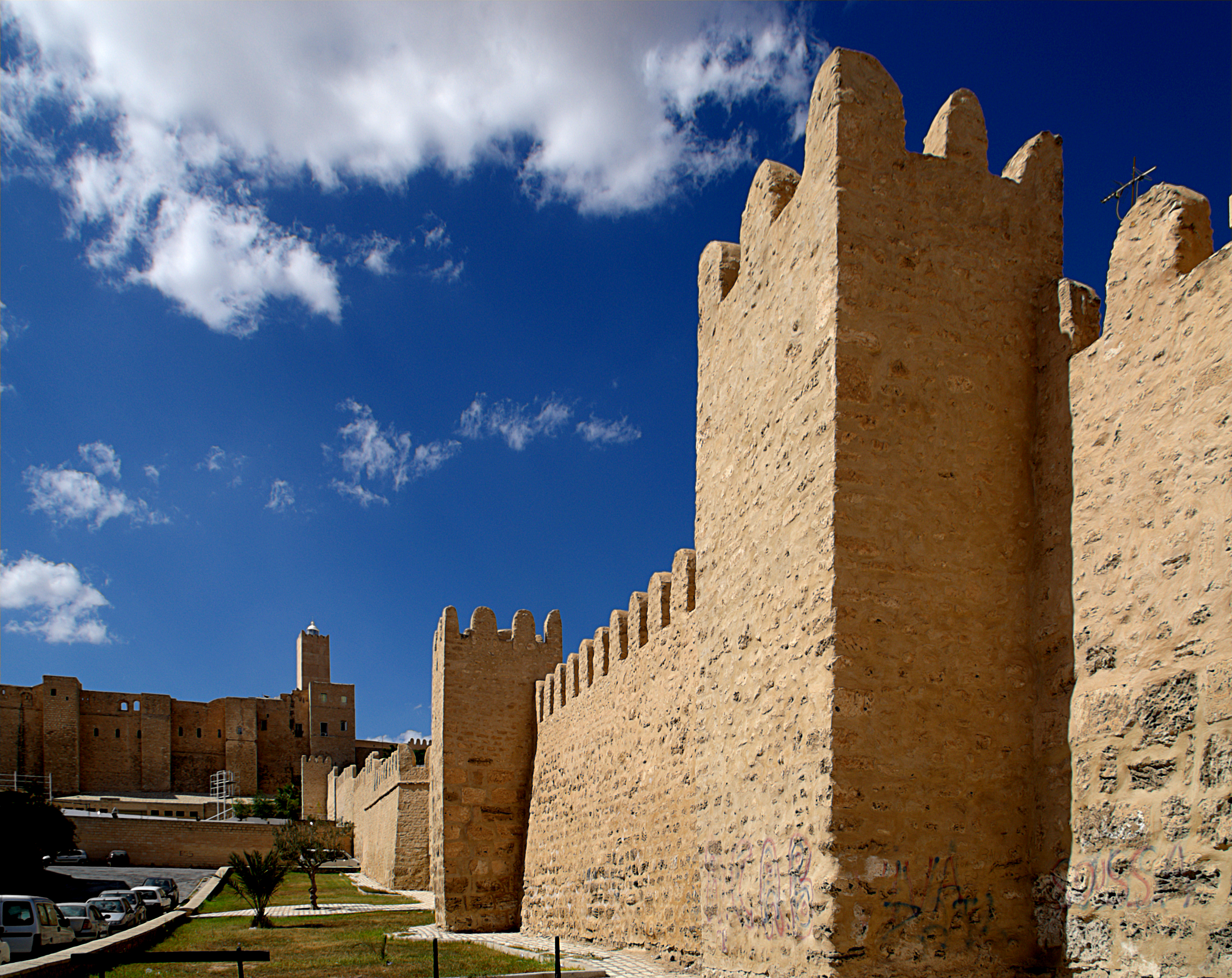
Средневековые стены медины Суса

История города насчитывает более 2,5 тыс.лет. В древности Гадрумет — одна из первых финикийских колоний в Африке и один из крупнейших центров Карфагенской державы.
Во время Третьей пунической войны выступил на стороне Рима, за что жители были награждены правами римских граждан. С правления Траяна в статусе колонии. При Диоклетиане главный город провинции Бизацена. В правление Юстиниана переименован в Юстинианополь. В Гадрумете была активна арианская община, замучившая в 484 году несколько человек.
После арабского завоевания город был выстроен заново и получил название Сус. Кайруанские правители из династии Аглабидов придавали большое значение гавани Суса. Они обнесли старый город неплохо сохранившейся стеной (859) и воздвигли в нём Большую мечеть (850). В 1148 году Сус был присоединён к Сицилийскому королевству, в составе которого находился 11 лет.
В XIX веке французы основали за пределами средневековых стен, ближе к морю, новый город.
Во время Великого русского исхода из Крыма в ноябре 1920 в Тунис вместе с эскадрой прибыли военнослужащие, члены их семей и беженцы. После первичного расположения лагерями в Бизерте началось расселение по городам Туниса. Казаки и кавалеристы поступили на службу во французский иностранный легион, образовав 1-й кавалерийский полк, расположенный в городе Сус.
В 1924 году военная разведка ВМФ Франции сделала серию служебных панорамных фотоснимков города с борта дирижабля с указанием важных объектов. Известны также почтовые открытки начала прошлого века с видами города.
26 июня 2015 года в пригороде Суса, Эль-Кантави (Порт Эль-Кантауи) произошёл крупный теракт, в результате которого погибло около 40 туристов.

## Транспорт

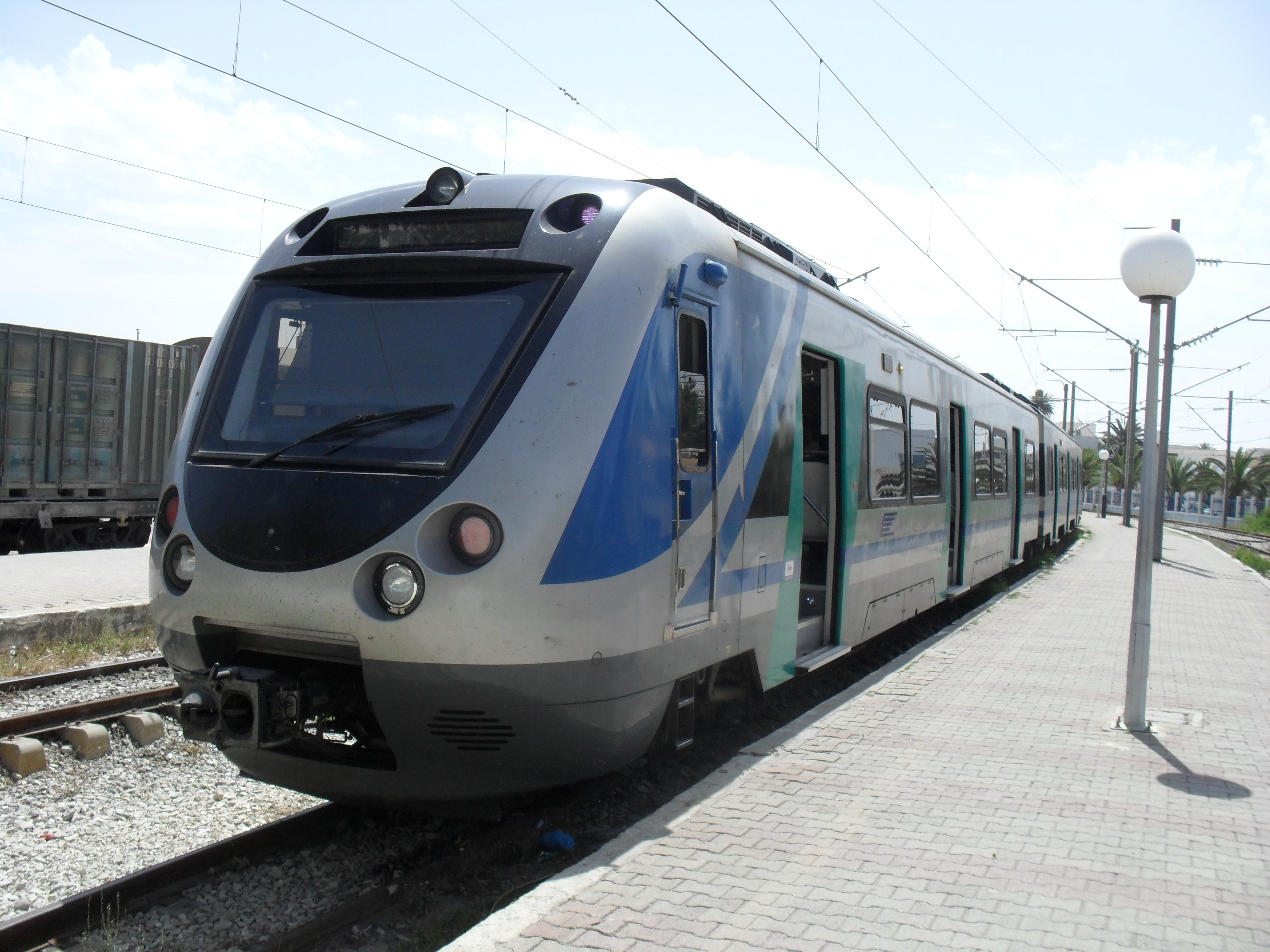
поезд Sahel Metro на начальной станции в Сусе

Город связан со столицей страны Тунисом и другими городами железной дорогой и автотрассами. В городе действует морской порт, центральный и два периферийных железнодорожных вокзала, автовокзалы междугородных автобусов и красно-полосатых междугородных маршрутных такси (т.н. луажей). Город обслуживают расположенные неподалёку международные аэропорты Монастир-Бургиба и Хаммамет-Энфида.
От города действует электричка агломерации Сус—Монастир—Махдия Sahel Metro, которая имеет 5 станций в черте Сусса и проходит также через аэропорт Монастир-Бургиба.
Городской транспорт представлен автобусами (в т.ч. сочленёнными), сине-полосатыми маршрутными такси-луажами и такси.

## Достопримечательности

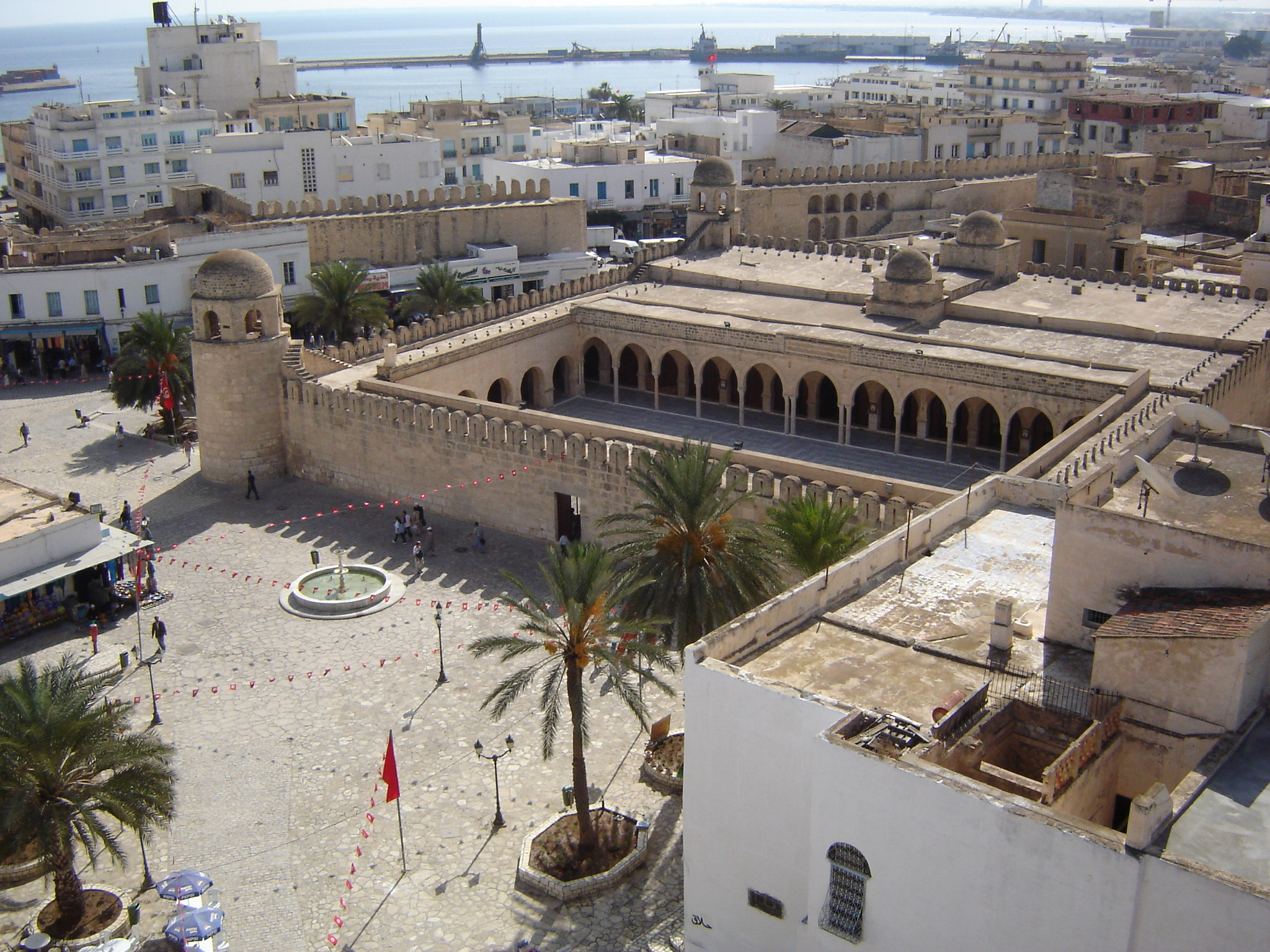
Большая мечеть Суса

- Медина Суса с касбой и рибатом — VIII—XIII века
- Большая мечеть Суса — сер. IX века
- Археологический музей Суса
- Католическая церковь Св. Феликса (1914)[6]
- гавань-марина с прогулочными кораблями и набережная-променад

## Культурная жизнь
В 1967 году в Сусе проходил межзональный турнир по шахматам.

## Знаменитые земляки
- Шлейм Аммар — нейропсихиатр и поэт.

## Города-побратимы
- Тиес (фр. Thiès), Сенегал
- Любляна (словен. Ljubljana, нем. Laibach, итал. Lubiana), Словения
- Подебради (чеш. Poděbrady, нем. Podiebrad), Чехия
- Булонь (фр. Boulogne), Франция
- Брауншвейг (нем. Braunschweig, н.-нем. Bronswiek, Brunswiek, Brönswiek), Германия
- Марракеш (араб. مراكش‎), Марокко
- Константина (араб. قسنطينة‎, фр. Constantine), Алжир
- Атар (араб. أطار‎, фр. Atar), Мавритания
- Майами (англ. Miami), США
- Салала (араб. صلالة‎), Оман
- Латакия (араб. اللاذقية‎), Сирия
- Измир (тур. İzmir), Турция
- Вэйхай (кит. упр. 威海, пиньинь Wēihǎi), Китай